# مموریال (جامعه)
مموریال (به انگلیسی: Memorial) یک سازمان بین‌المللی حقوق بشر است که در روسیه در خلال سقوط اتحاد جماهیر شوروی برای مطالعه و بررسی نقض حقوق بشر و سایر جنایات انجام شده در دوران ژوزف استالین تأسیس شد. این سازمان سپس دامنه تحقیقات خود را گسترش داد تا کل دوره شوروی را پوشش دهند.

## مطالعه بیشتر
- Adler, Nanci (1993). Victims of Soviet terror: the story of the Memorial movement. Praeger. ISBN 0275945022.
- Cathy Merridale (2000), Night of Stone: Death and Memory in Russia, Granta publishers: London
- Anne Applebaum (2003), Gulag: A History of the Soviet camps, Allen Lane: London